# Hultgöl
Hultgöl är en sjö i Västerviks kommun i Småland och ingår i Marströmmens huvudavrinningsområde. Sjöns area är 0,05 kvadratkilometer och den är belägen 58 meter över havet.